# Lipofuscina

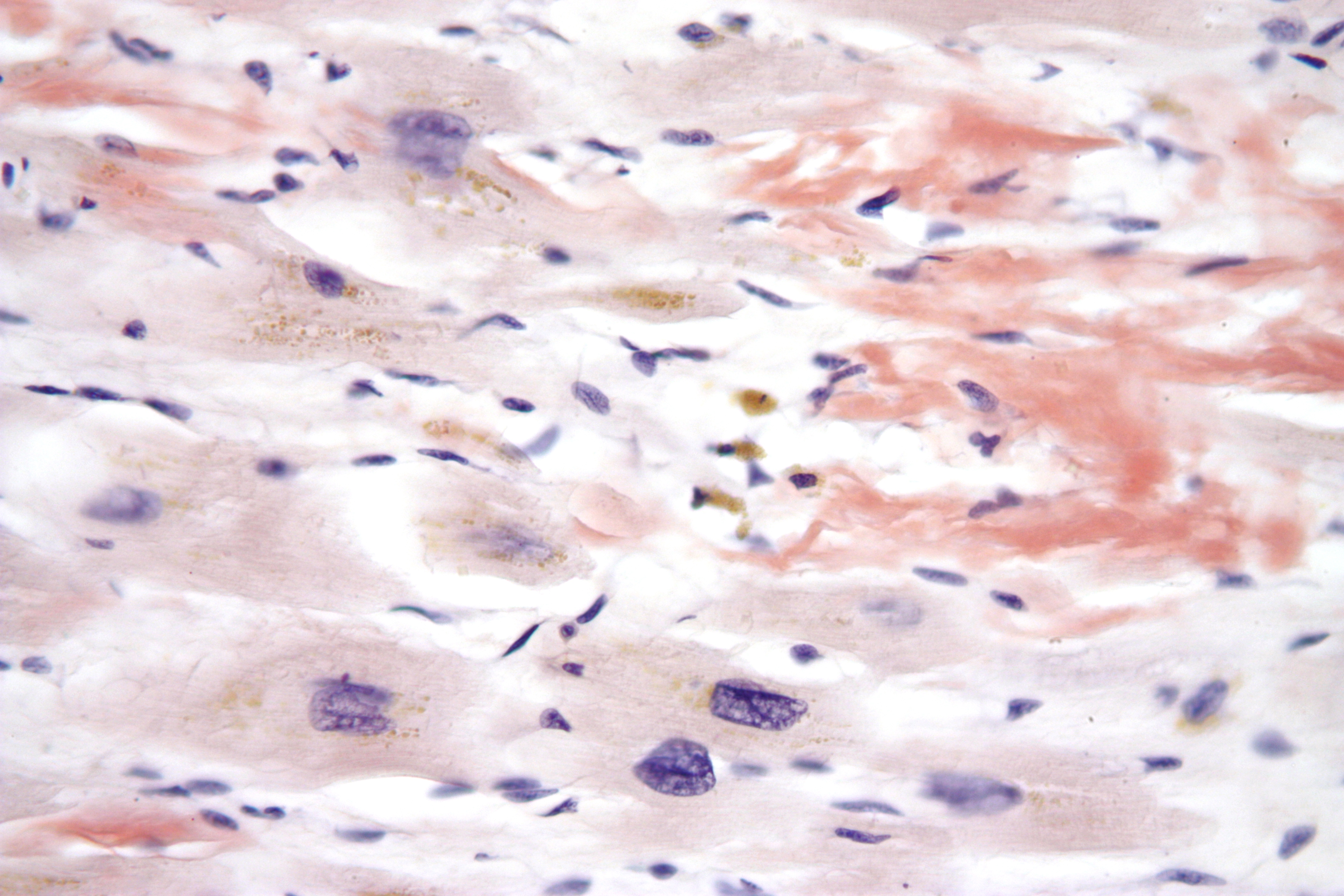
Gránulos amarillo-marrón de lipofuscina en células musculares del corazón.

La lipofuscina o pigmento de desgaste, es un pigmento de color pardo-amarillento con fluorescencia propia, compuesto por polímero de lípidos y fosfolípidos, derivados de la peroxidación de los lípidos poliinsaturados de las membranas subcelulares.
Su importancia radica en que es un signo de vejez celular originado por la acción de los radicales libres. Es normal y no patológico observarla en preparaciones histológicas de tejido cardíaco (en el cono sarcoplásmico de la fibra muscular), hígado y tejido neuronal (en el soma de las neuronas), ya que estas células carecen de capacidad para regenerarse debido a su alto grado de especialización. En pacientes de edad avanzada la lipofuscina torna las vísceras de color pardo (atrofia parda, ya que además presentan su volumen disminuido).